# Bill Vukovich
 (mars 2019).
Si vous disposez d'ouvrages ou d'articles de référence ou si vous connaissez des sites web de qualité traitant du thème abordé ici, merci de compléter l'article en donnant les références utiles à sa vérifiabilité et en les liant à la section « Notes et références ».
Pour les articles homonymes, voir Vukovich.
Bill Vukovich est un pilote automobile américain né le 13 décembre 1918 à Fresno (Californie) et mort le 30 mai 1955  à Indianapolis (Indiana), à l'occasion des 500 miles d'Indianapolis. 

## Biographie
Bill Vukovich (les Américains ayant du mal à prononcer correctement son patronyme, d'origine yougoslave, le surnommaient « Vuky »), était issu comme la plupart des pilotes américains des tumultueux pelotons de « midget. » 
Au début des années 1950, il est devenu l'un des plus célèbres pilotes américains de son temps en se faisant une spécialité des 500 miles d'Indianapolis. Dominateur sans succès en 1952, il s'y est imposé en 1953 puis en 1954. Mais en 1955, bien parti pour réaliser une sensationnelle « passe de 3 », il a été pris dans un carambolage général qui lui a coûté la vie. 
Les 500 Miles d'Indianapolis ayant été incorporé au championnat du monde de Formule 1 de 1950 à 1960, Bill Vukovich figure au palmarès de la discipline avec deux victoires.
Son fils (Bill Vukovich II) et son petit-fils (Bill Vukovich III) sont également devenus pilotes et ont eux aussi participé à l'Indy 500.